# Bolivia op de Olympische Zomerspelen 1968
Bolivia nam deel aan de Olympische Zomerspelen 1968 in Mexico-Stad, Mexico. Ook tijdens de derde olympische deelname won het geen medailles.

## Deelnemers en resultaten
(m) = mannen, (v) = vrouwen

### Kanovaren
| Olympiër           | Onderdeel     | Resultaat | Prestatie               |
| ------------------ | ------------- | --------- | ----------------------- |
| Fernando Inchauste | K-1 1000m (m) | DNF       | serie 1: niet gefinisht |

### Paardensport
| Olympiër        | Onderdeel      | Resultaat      | Prestatie                        |
| Springconcours  | Springconcours | Springconcours | Springconcours                   |
| --------------- | -------------- | -------------- | -------------------------------- |
| Roberto Nielsen | individueel    | 34e            | 1e ronde: 34e met 24 strafpunten |

### Schietsport
| Olympiër        | Onderdeel | Resultaat | Prestatie  |
| --------------- | --------- | --------- | ---------- |
| Carlos Asbun    | trap      | 51e       | 163 punten |
| Ricardo Roberts | trap      | 52e       | 161 punten |

Afghanistan · Algerije · Amerikaanse Maagdeneilanden · Argentinië · Australië · Bahama's · Barbados · België · Bermuda · Birma · Bolivia · Bondsrepubliek Duitsland · Brazilië · Brits-Honduras · Bulgarije · Canada · Centraal-Afrikaanse Republiek · Ceylon · Chili · Colombia · Congo-Kinshasa · Costa Rica · Cuba · Denemarken · Dominicaanse Republiek · Duitse Democratische Republiek · Ecuador · El Salvador · Ethiopië · Fiji · Filipijnen · Finland · Frankrijk · Ghana · Griekenland · Groot-Brittannië · Guatemala · Guinee · Guyana · Honduras · Hongarije · Hongkong · Ierland · IJsland · India · Indonesië · Irak · Iran · Israël · Italië · Ivoorkust · Jamaica · Japan · Joegoslavië · Kameroen · Kenia · Koeweit · Libanon · Libië · Liechtenstein · Luxemburg · Madagaskar · Maleisië · Mali · Malta · Marokko · Mexico · Monaco · Mongolië · Nederland · Nederlandse Antillen · Nicaragua · Nieuw-Zeeland · Niger · Nigeria · Noorwegen · Oeganda · Oostenrijk · Pakistan · Panama · Paraguay · Peru · Polen · Portugal · Puerto Rico · Roemenië · San Marino · Senegal · Sierra Leone · Singapore · Soedan · Sovjet-Unie · Spanje · Suriname · Syrië · Taiwan · Tanzania · Thailand · Trinidad en Tobago · Tunesië · Turkije · Tsjaad · Tsjecho-Slowakije · Uruguay · Venezuela · Verenigde Arabische Republiek · Verenigde Staten · Vietnam · Zambia · Zuid-Korea · Zweden · Zwitserland